# ポモルニク型エアクッション揚陸艦
ポモルニク型エアクッション揚陸艦（英: Pomornik-class Landing Craft Air Cushion）は、ソビエト/ロシア海軍のエアクッション揚陸艦である。

## 名称
ポモルニク（Pomornik）はNATOコードネームであり、ソ連海軍の計画名は12322型エアクッション小型揚陸艦 "ズーブル"（Малые десантные корабли на воздушной подушке проекта 12322 "Зубр"）である。「ポモルニク」とはトウゾクカモメの意であり、ソビエト/ロシア名の"Зубр"とはヨーロッパバイソンの意である。

## 開発
ソ連海軍は、1969年に最初のエア・クッション型揚陸艇であるグス型エアクッション揚陸艇の配備を始め、続いて車両の搭載が可能であるアイスト型エアクッション揚陸艇を1970年から配備した。これらに続くさらに大型の揚陸艦としてアルマース中央海洋設計局で開発されたのが本型である。1番艦「MDK-95」は1986年に完成後、6月にはバルト海でワルシャワ条約機構の演習に参加し、その姿を西側諸国も知ることとなった。

## 設計

### 艦体
ポモルニク型はエア・クッション揚陸艦艇としては世界最大で、LCACのように母船である揚陸艦から海浜に車両などを運搬する「揚陸艇」ではなく、洋上を高速自力航行して戦車揚陸艦のようにビーチングして揚陸を行う、単艦運用される大型の揚陸艇である。
ただし、本型はアメリカ海軍の大型揚陸艦のように長距離渡洋侵攻を目指したものではなく、米露の地理条件の相違により、本型の運用が想定されているのは内海や近距離での作戦である。その進出能力は300海里（540km）程度であり、LCAC同様、海況（シーステート）にも制約を受ける。ただし、速度は圧倒的に速く、ドック型揚陸艦の最高速度は20ノット台であるが、ポモルニク型は60ノット超であり、ドック型揚陸艦の3倍も速い。シーステート4でも30ノット超の速度を出すことができる。

### 機関
ガスタービンエンジンを5基搭載し、2基がリフトファンに用いられ、3基が推進用として艦の後上部のダクテッドファンに連結されている。推進用ファンは可変ピッチ4翅で直径が5.5mもあり、艦の左舷・中央線・右舷に位置している。

### 積載能力
150tのペイロードを持ち、400平方メートルの広さの車両甲板を有する。車両搭載用のランプは艦首にあり、1隻に戦車なら3両、歩兵戦闘車なら8両を搭載することができる。歩兵は360人が搭乗できるが、最大で500人が搭乗できる。

### 兵装
本型の特徴の一つが強力な固定兵装である。予想される対艦ミサイルや航空機などに対する対空兵装として、AK-630 30mm CIWS 2基と9K310-1地対空ミサイル4連装発射機4基を搭載する。地上の敵残存火点からの砲撃に対しては、多連装ロケット弾発射機による概略位置への面制圧で、着上陸部隊に火力支援を行うこともできる。こうした特性をポモルニク型に与えた東側諸国の運用構想は、西側諸国には類例の無いものである。

## 能力
本型の特徴はその作戦速度と重武装にある。本型の最高速度は63kt（約113km/h）に達し、直接ビーチングして一挙に揚陸できる。出港から揚陸・展開までが通常の海輸の倍以上の速度で行われるため、その速度を生かした迅速な作戦進行が可能である。単に迅速な奇襲性のみを追求するのであれば空挺降下・空中機動にまさるものはない。しかし、第二次世界大戦のいくつかの作戦で教訓が得られている通り、空挺部隊は一般に軽装備に留まらざるを得ず、戦闘能力とりわけ火力と装甲防御を欠くために、重装備を備えた敵防御部隊に対しては脆弱になる。
それに対して本型は、空挺よりはやや遅いものの、重いが強力な第3世代主力戦車が運べるのである。本型6隻で主力戦車（MBT）18両の戦車中隊ないし、主力戦車12両・歩兵戦闘車16両からなる機甲中隊を空挺降下にわずかに遅れて投入可能である。そのため、味方主力部隊が揚陸・合流するまで、空挺部隊より遥かに強力な重装備によって、敵の猛反撃に耐えて要衝を占拠維持することを期待されるのである。また、空挺と組み合わせて、揚陸艦隊本隊に先立つ先遣部隊として味方空挺部隊降下の1-2時間後に救援合流する事もできるし、敵の背後に機甲中隊を揚陸する事も可能である。
本型は、ホバークラフトと空挺の複合による電撃的な着上陸という東側独自の揚陸ドクトリンを反映した装備であると言える。

## ギャラリー

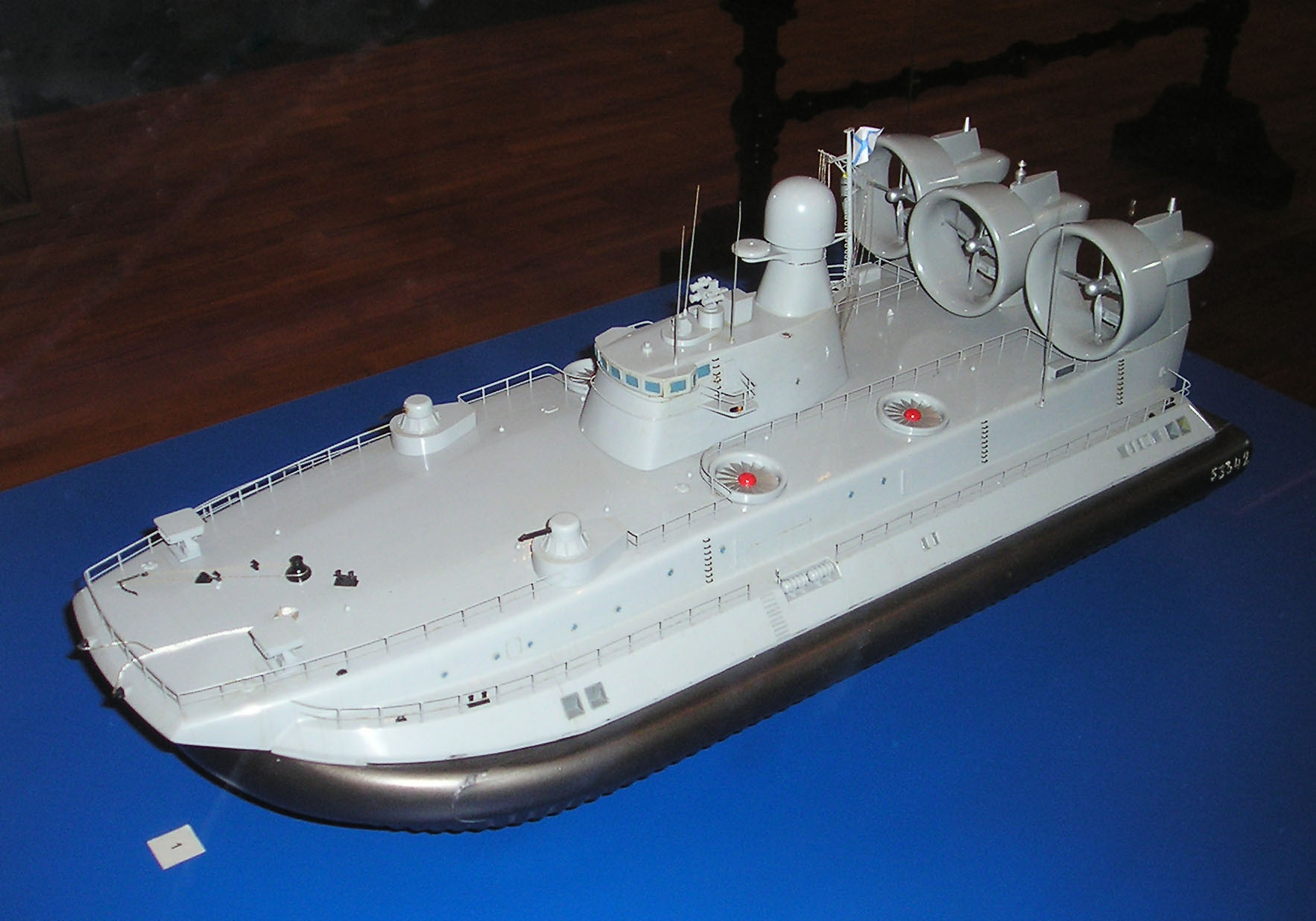
ポモルニク型エアクッション揚陸艦 （模型）
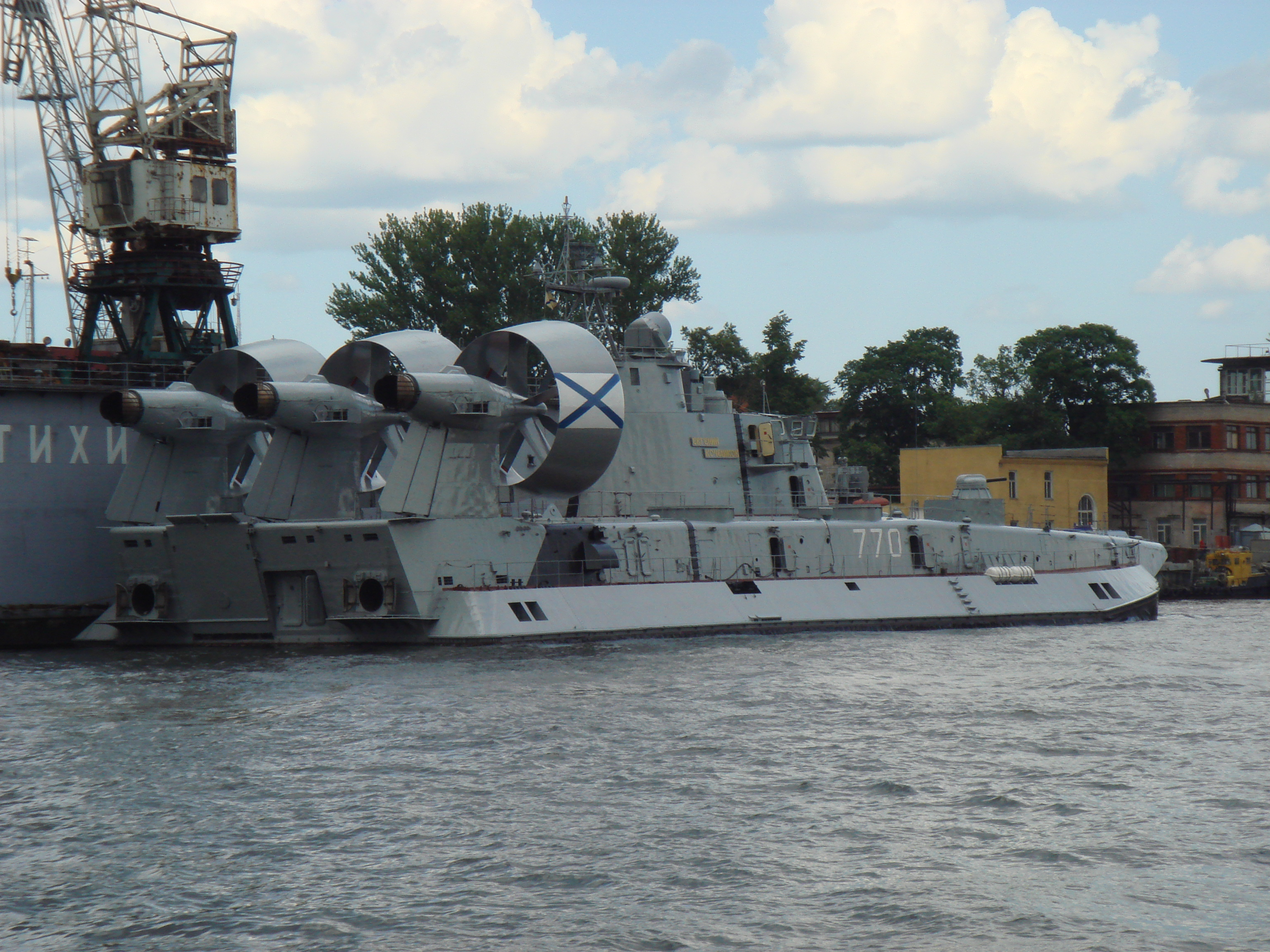
ポモルニク型 後方より 推進用の3基のエンジンとダクテッドファンが並ぶ
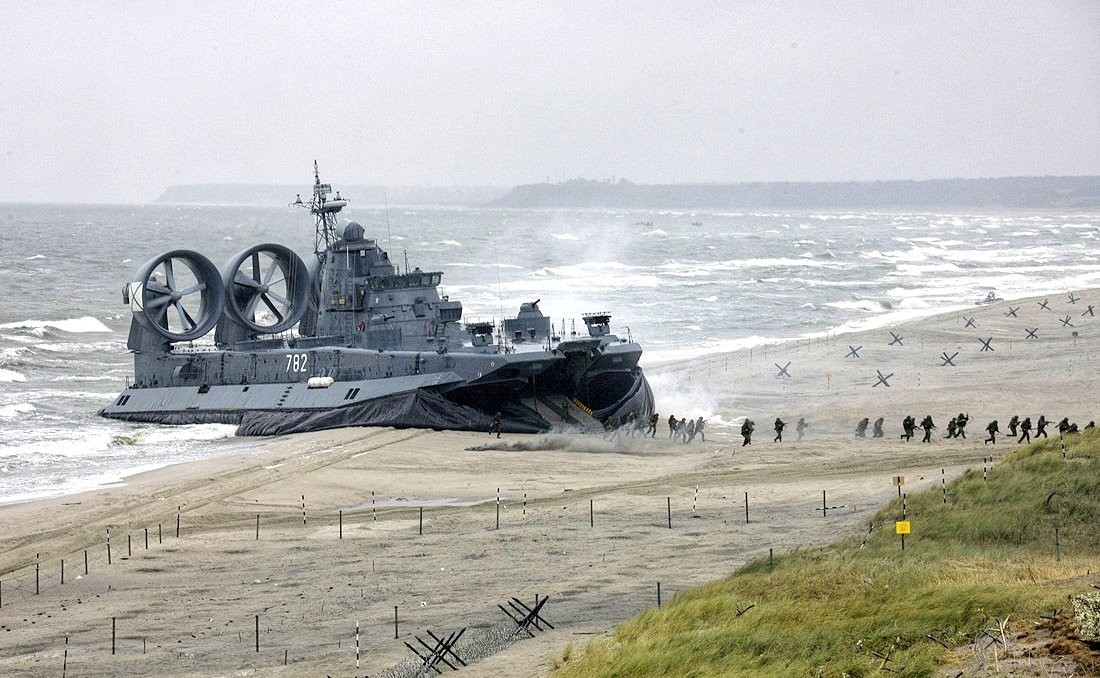
ザパト2009演習（英語版、ロシア語版）で砂浜に上陸後、歩兵を揚陸するポモルニク型

## 同型艦

### ロシア海軍
バルチック艦隊所属
- MDK-50「エヴゲーニイ・コチェシュコフ」
- MDK-94「モルドーヴィヤ」

### ウクライナ海軍
ウクライナ海軍は黒海艦隊所属のポモルニク型全艦を編入したが、2005年を以って全艦が稼動状態から外れ、2008年には最後まで残っていたドネーツィクの退役が調印されている。2014年のロシアによるクリミア併合までに2隻が中華人民共和国に譲渡された。2015年にロシア企業ロソボロネクスポルトはウクライナが中国と交わしていたポモルニク型を建造する契約をロシアが引き継ぐことを表明した。
- U420 ドネーツィク
- U421 イヴァン・ボフーン
- U422 クラマトールシク（旧MDK-57）
- U423 ホールリウカ（旧MDK-93）
- U424 アルテーミウシク（旧MDK-123）
- MDK-??（工場番号第306号艦、未完成）

### ギリシャ海軍
ギリシャ海軍は2000年に4隻の購入契約をロシアとウクライナと締結し、中古艇と建造途中の各1隻、アルマース造船会社で建造した新造艦2隻を購入することになったが、2001年に配備されたのは3隻のみだった。2003年段階で4隻目の導入を目指し、2004年に4隻目を導入した。2014年、ギリシャ海軍の報道官は財政難から全艦4隻を中華人民共和国に売却する意向を発表したが、その後もギリシャ海軍で運用されている。
- L180 ケファリニーア（旧ロシア海軍MDK-118)
- L181 イタキ（旧ウクライナ海軍U421「イヴァン・ボフーン」）
- L182 ケルキラ
- L183 ザキントス

### 中国人民解放軍海軍
中国人民解放軍海軍は本級の調達に関心を示しており、2003年頃から6～8隻の調達を目指してロシアやウクライナと交渉を進めていた。中露間の交渉は価格を巡って折り合いを付けることが出来なかった一方、中国とウクライナ間で、2009年7月2日、最初の2隻をウクライナで建造しウクライナの技術者の監督のもと中国で2隻をライセンス生産する契約が締結された。中国で建造されるズーブル級は基本構造やスペックは原型と変わらないが、中国側は兵装や電子装備については自国製装備を搭載するとみられる。
2012年4月12日、ウクライナのフェオドシア造船所において中国向けに建造されたプロジェクト958型エアクッション揚陸艇（ズーブル級）一番艇の引渡し式典が挙行された。
2017年8月、中国はズーブル級の国産化における技術課題を克服し、既存の4隻に加えて、純国産エアクッション艇の量産を開始したと報道された。一方で中国沿岸の天候のため、建造数は2019年までに2隻に留まるとされる。2023年5月、「艦番号3260」の純国産エアクッション艇が東部戦区海軍部隊に配備されたと報じられた。
| #    | 造船所         | 就役           | 配備先   |
| ---- | -------------- | -------------- | -------- |
| 3325 | Morye shipyard | 2013年12月末   |          |
| 3326 | Morye shipyard | 2014年某月     |          |
| 3327 | 広州某造船所   | 2017年10月12日 | 南海艦隊 |
|      | 広州某造船所   |                |          |

## 登場作品

### 映画
『オール・ユー・ニード・イズ・キル』
アメリカ統合防衛軍の奇襲作戦の際に登場する。

### アニメ・漫画
『ガールズ&パンツァー 劇場版』
プラウダ高校が保有しており、大学選抜試合に臨む学生や装備の移動手段として使用する。

### ゲーム
『コール オブ デューティシリーズ』
『CoD:MW3』
マンハッタン島沖に展開し、アメリカ海軍と交戦する。
『CoD:G』
連邦軍が上陸する際に使用する。
『ソニックウィングス』 地中海（ボスポラス海峡）ステージのボスとして登場。